# Михайлов, Валентин Андреевич
Валентин Андреевич Михайлов (род. 21 сентября 1941, Благовещенка, Приморский край) — советский тяжелоатлет, двукратный чемпион СССР (1973, 1975), призёр чемпионата Европы (1973), рекордсмен мира. Мастер спорта СССР международного класса (1972). Заслуженный тренер Украинской ССР (1983). Судья международной категории (2004).

## Биография
Валентин Михайлов родился 21 сентября 1941 года в селе Благовещенка Приморского края. Начал заниматься тяжёлой атлетикой во время прохождения службы в армии. В 1968 году переехал в Луганск, где продолжил тренироваться в ДСО «Авангард» под руководством Николая Заблоцкого.
В первой половине 1970-х годов входил в число ведущих советских атлетов полусредней весовой категории. В 1973 году выиграл чемпионат  СССР с мировым рекордом по сумме двоеборья (327,5 кг). После этого успеха был включён в состав сборной страны на чемпионате Европы в Мадриде и завоевал бронзовую награду этих соревнований. В том же году принял участие в чемпионате мира в Гаване, где занял четвёртое место, уступив венгру Андрашу Штарку лишь по собственному весу. 
В 1976 году завершил свою спортивную карьеру. В дальнейшем занялся тренерской деятельностью в ДСО «Колос» и Луганской областной школе высшего спортивного мастерства. С начала 1990-х годов входит в тренерский штаб сборной Украины. Среди его наиболее известных учеников двукратный чемпион СССР Александр Сеньшин и призёр чемпионата Европы Олег Чумак. 